# مانهاتنهينج

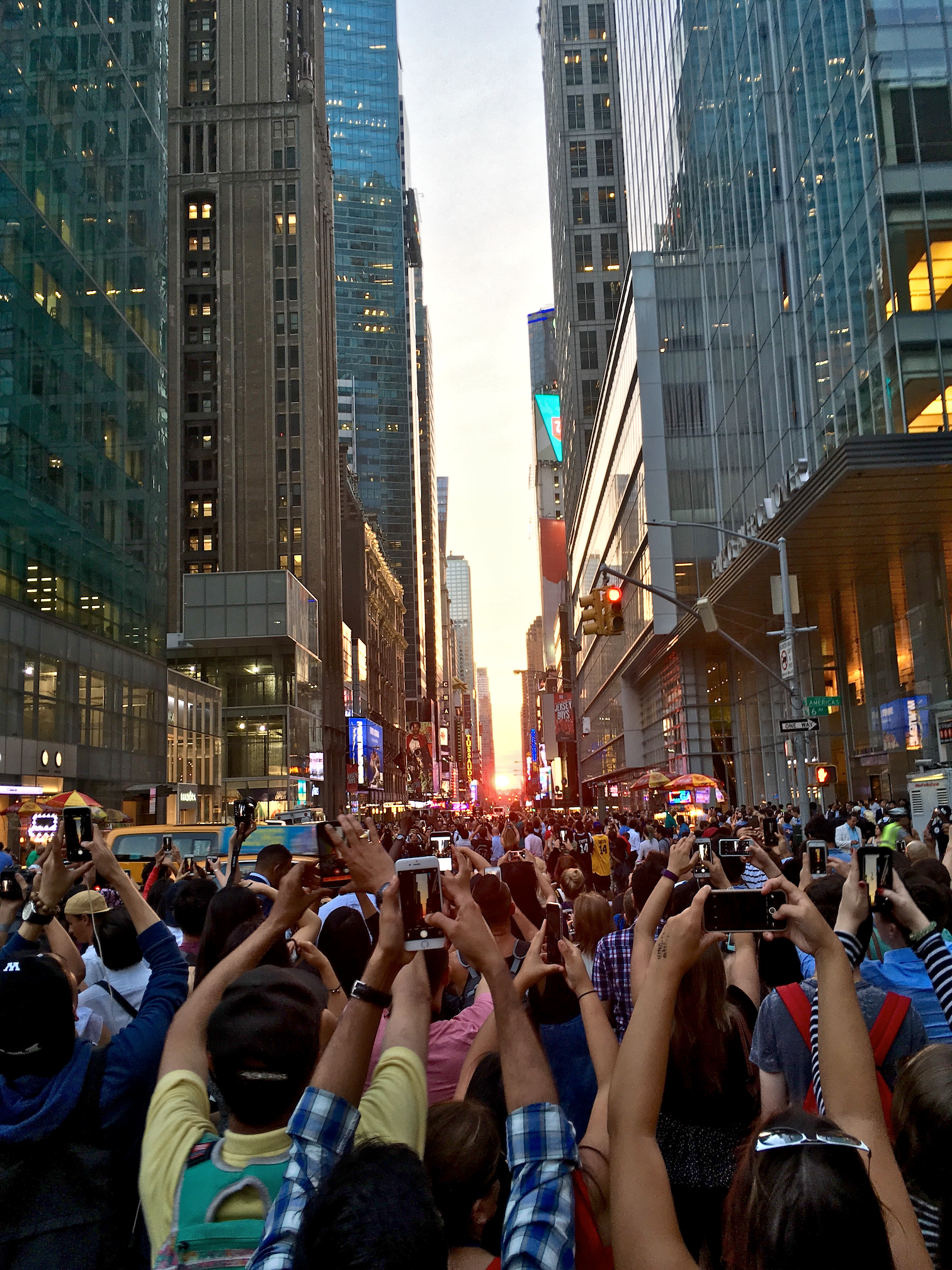
السياح يراقبون مانهاتنهنج في يوليو 2016

مانهاتنهنج ، الذي يُطلق عليه أيضًا اسم انقلاب مانهاتن الشمسي، هو حدث تتماشى خلاله غروب الشمس أو شروق الشمس مع الشوارع الشرقية والغربية الرئيسية في مانهاتن، مدينة نيويورك. قال عالم الفيزياء الفلكية نيل ديجراس تايسون أنه صاغ هذا المصطلح، قياسا على ستونهنج. تحدث الظاهرة في غروب يومي 28 مايو و13 يوليو، وشروق شمس 5 ديسمبر و8 يناير.
تعتبر مانهاتن مكانًا رائعًا بشكل خاص لمشاهدة ظاهرة من هذا النوع، بسبب الأخاديد الحضرية الواسعة وشبكة الشوارع المستقيمة التي تدور بمقدار 29 درجة في اتجاه عقارب الساعة من الشرق والغرب الحقيقي. تشمل الأماكن الممتازة لمشاهدة مانهاتنهنج الشوارع 14 و23 و34 و42 و57.

## ظواهر مماثلة
يمكن العثور على نفس الظاهرة في مدن أخرى باتباع خطة مماثلة. يتزامن فقط مع الاعتدال إذا كان مستوى مخطط الشبكة يتبع بدقة اتجاه الشمال والجنوب والشرق والغرب، بمحاذاة الشمال الحقيقي وليس القطب الشمالي المغناطيسي.
تحدث الظاهرة في بالتيمور مع شروق شمس يومي 25 مارس و18 سبتمبر، وغروب شمس يومي 12 مارس و29 سبتمبر. وفي شيكاغو يوم 25 سبتمبر. تحدث في تورنتو وتسمى تورنتوهنج عند غروب الشمس يوم 25 أكتوبر و16 فبراير. مونتريال لديها مونتريالهنج في 12 يوليو. في ستراسبورغ تحدث الظاهرة في أكتوبر حيث تشرق الشمس في نفس خط الطريق السريع A351 مع قمة الكاتدرائية.